# Координація рухів

Координація рухів метальника диску

Координація (від лат. coordinatio — взаємовпорядкування) — процеси узгодження активності м'язів тіла, спрямовані на успішне виконання рухового завдання. При формуванні рухової навички відбувається видозміна координації рухів, в тому числі оволодіння інерційними характеристиками рухливих органів.
У сформованому динамічно стійкому русі відбувається автоматичне урівноваження всіх інерційних рухів без продукування особливих імпульсів для корекції. Коли м'язи людини взаємодіють злагоджено й ефективно, можна говорити про гарну координацію рухів. Люди з гарною координацією, як правило, виконують рухи легко і без видимих зусиль, як, наприклад, професійні спортсмени. Однак координація потрібна не тільки в спорті. Від неї залежить кожен рух людини.
Координація рухів регулюється мозочком.